# 蘇繩武
蘇繩武（?—?），陝西省西安府長安縣人，清朝政治人物、同進士出身。
光緒十六年（1890年），参加光緒庚寅科殿試，登進士三甲86名。同年五月，著交吏部掣签，分发各省以知县即用。